# Rhaphidostegium substrumulosum
Rhaphidostegium substrumulosum là một loài Rêu trong họ Sematophyllaceae. Loài này được (Hampe) Cardot miêu tả khoa học đầu tiên năm 1909.